# Мечников Лев Ілліч
Мечников Лев Ілліч (18 (30) травня 1838, Петербург — 18 (30) червня 1888, Кларан, Швейцарія) — швейцарський географ і соціолог російського походження. Брат Іллі Ілліча Мечникова. В молодості навчався, товаришував і співпрацював у справах революційного руху з такими відомими революціонерами з території сучасної України як Лев Григорович Дейч, та Павло Борисович Аксельрод, а також українським суспільним діячем і меценатом, знайомим і товаришем Михайла Коцюбинського і Євгена Чикаленка Павлом Петровичем Бохановським.

## Життєпис
Навчався в Харківському університеті, з якого 1856 був виключений за участь у революційному студентському русі, згодом — у Петербурзькому університеті і Петербурзькій Академії мистецтв.
У 1860 вступив добровольцем у загін Джузеппе Гарібальді, брав участь у національно-визвольній боротьбі італійського народу.
Був у дружніх стосунках з О. І. Герценом, співробітничав у «Колоколе». В 1874—76 читав лекції з російської мови в Токійському університеті. 3 1876 допомагав Е. Реклю в створенні праці «Всесвітня географія. Земля і люди». З 1883 — професор Невшательської академії (Швейцарія). У 1889 було видано основну працю Мечникова «Цивілізація та великі історичні ріки».
Мечников — представник географічної школи в соціології, зокрема намагався довести вирішальну роль у розвитку історичних цивілізацій річок, морів та океанів.
До 200-літнього ювілею Джузеппе Гарібальді український історик Микола Варварцев разом з італійськи професором Ренато Різаліті підготував та опублікував в Італії спільну працю Інституту історії України НАН України та Флорентійського університету про діяльність українського волонтера гарібальдійської армії — «Лев Ілліч Мечников. Записки гарібальдійця. Експедиція Тисячі» (2008, (італ.)).